# Miradouro (Minas Gerais)
Miradouro es un municipio brasileño del estado de Minas Gerais.

## Historia
El municipio fue creado el 17 de diciembre de 1938 con la denominación de Gloria. El 31 de diciembre de 1943 pasó a ser denominado Miradouro.
Se sitúa en la Zona de la Mata Minera, al margen de la BR-116, más conocida como Río-Bahía. El municipio limita con: Muriaé (de donde fue desmembrado en 1938), Vieiras (que fue su distrito, alcanzando la emancipación en 1953), Ervália, São Francisco do Gloria y Fervedouro. Es cortado por el Río Gloria, que dio el primer nombre a la ciudad.